# Jonhes
Jonhes Elias Pinto dos Santos, mais conhecido como Jonhes, (Goiânia, 28 de setembro de 1979) é um ex-futebolista brasileiro, que atuava como atacante.

## Títulos
CFZ
- Campeonato Brasiliense: 2002

Pohang Steelers
- Campeonato Sul-Coreano (K-League): 2007

Fortaleza
- Campeonato Cearense: 2010

## Artilharias
Ceilândia
- Campeonato Brasiliense: 2006 (9 gols)